# Parú (Amazonas)
Pour les articles homonymes, voir Paru.
Parú est une localité de la paroisse civile de Medio Ventuari dans la municipalité de Manapiare dans l'État d'Amazonas au Venezuela sur les rives du río Parú.